# Batrachedra salina
Batrachedra salina là một loài bướm đêm thuộc họ Blastobasidae. Nó được tìm thấy ở Úc.